# Queen Elizabeth Olympic Park
Queen Elizabeth Olympic Park er et nyt idrætsanlæg, opført i forbindelse med Sommer-OL 2012 i Stratford, London, England. Parken blev udformet af EDAW Consortium (med EDAW og Buro Happold), i samarbejde med Arup og WS Atkins PLC.